# Fröken blir piga
Fröken blir piga är en svensk komedifilm från 1936 i regi av Ivar Johansson. I huvudrollerna ses Ernst Eklund, Marianne Löfgren, Sten Lindgren och Carin Swensson. 

## Handling
En skolkökslärarinna tar under falskt namn plats som husa på en gård.

## Om filmen
Filmen hade Sverigepremiär den 2 november 1936 på biograferna Plaza och Victoria i Stockholm. Den bygger på en svensk roman, Gunnar Widegrens Under falsk flagg. Filmen har aldrig visats i TV.

## Rollista i urval
- Ernst Eklund – Karl-Axel Allard
- Marianne Löfgren – Alva Rosengren/hushållerskan Anna Andersson
- Sten Lindgren – Arthur Lundquist, chaufför
- Carin Swensson – Hildegard Karlsson, Allards piga
- Hugo Björne – trädgårdsmästare Rosengren, Alvas far
- Olga Andersson – Alvas mor
- Hjördis Petterson – Laura Allard, Karl-Axels svägerska
- Erik Rosén – Algot Allard, Karl-Axels bror
- Kotti Chave – pastor Svante Hedelius
- Holger Löwenadler – Johan på Storhöjden
- Tom Walter – "Blodiga Alfred"
- Nils Hallberg – Kalle